# برايان ميخائيل جنكينز
برايان ميخائيل جنكينز (بالإنجليزية: Brian Michael Jenkins)‏ هو كاتب أمريكي، ولد في 1942.

## وصلات خارجية
- برايان ميخائيل جنكينز على موقع IMDb (الإنجليزية)